# كارلوس سانشيز (ملاكم)
كارلوس سانشيز (مواليد 25 يوليو 1988) هو ملاكم إكوادوري، مثّل بلاده في الألعاب الأولمبية الصيفية 2012.

## روابط خارجية
كارلوس سانشيز على موقع أوليمبيديا (الإنجليزية)